# Port lotniczy Tromsø
Port lotniczy Tromsø (IATA: TOS, ICAO: ENTC) – port lotniczy położony 3,1 km na zachód od Tromsø na wyspie Tromsøya, w regionie Troms, w Norwegii.

## Linie lotnicze i połączenia
| Linia lotnicza               | Kierunek |
| ---------------------------- | --- |
| Aegean Airlines              | Sezonowe czartery: 1. Chania |
| Air France                   | Sezonowo: 1. Paryż-Charles de Gaulle |
| Austrian Airlines            | Sezonowo: 1. Wiedeń |
| British Airways              | 1. Londyn-Heathrow |
| Edelweiss Air                | 1. Zurych |
| Eurowings                    | 1. Düsseldorf Sezonowo: 1. Berlin 2. Hamburg |
| Finnair                      | 1. Helsinki Sezonowo: 1. Rovaniemi |
| Lufthansa                    | 1. Frankfurt Sezonowo: 1. Monachium |
| Norwegian Air Shuttle        | 1. Alta 2. Kirkenes 3. Svalbard 4. Oslo-Gardermoen Sezonowo: 1. Mediolan-Bergamo 2. Bergen 3. Berlin 4. Bruksela 5. Kopenhaga 6. Londyn-Gatwick 7. Paryż-Charles de Gaulle 8. Sztokholm-Arlanda Sezonowe czartery: 1. Gran Canaria |
| Scandinavian Airlines System | 1. Alta 2. Bodø 3. Svalbard 4. Oslo-Gardermoen 5. Sztokholm-Arlanda 6. Trondheim Sezonowo: 1. Kopenhaga Sezonowe czartery: 1. Chania                                                                                               |
| Transavia.com                | Sezonowo: 1. Amsterdam |
| Widerøe                      | 1. Alta 2. Andenes 3. Båtsfjord 4. Bergen 5. Berlevåg 6. Bodø 7. Hammerfest 8. Harstad/Narwik 9. Hasvik 10. Honningsvåg 11. Kirkenes 12. Lakselv 13. Mehamn 14. Sørkjosen 15. Stokmarknes 16. Trondheim 17. Vadsø 18. Vardø        |
| Wizz Air                     | 1. Gdańsk Sezonowo: 1. Londyn-Luton |